# أدابنك
أدابنك إيه.ش. تأسست في عام 1984 وتمت مصادرتها من مجموعة أوزان غروبو اعتبارًا من فضيحة إيماربنك. تم تحويل 99.9% من الشركة إلى صندوق تأمين الودائع الادخارية التركي (TMSF). أدابنك إيه.ش. تم بيعها في عام 2006 لشركة المستثمر الدولي الكويتية . ألغت هيئة التنظيم والرقابة المصرفية التركية (BDDK) الصفقة، لأنها وجدت أن الطرف المستحوذ غير قادر على جمع رأس المال اللازم. وفي عام 2008، تم تقديم عرض آخر، ونجحت شركة كوك مينكول في جايريمينكول ياتريم تيكاريت إيه.ش.، وهي جزء من مجموعة سنباس، في تقديم عرض لشراء البنك. وحتى الآن، لم ترد أي تصريحات أو أخبار أخرى بخصوص العمليات المستقبلية.
في 26 نوفمبر 2010. رفض صندوق تأمين الودائع الادخارية في تركيا، أو SDIF، عرض بنك بوزيتيف لشراءأدابنك في مزاد. توقع صندوق تأمين الودائع الادخارية الحصول على 90 مليون دولار كسعر بيع وتم رفض عرض بنك بوزيتيف بقيمة 46 مليون دولار لأنه منخفض للغاية. وكان بنك بوزيتيف، الذي يملك بنك هبوعليم الإسرائيلي حصة أغلبية فيه، هو مقدم العرض الوحيد لشراء بنك أدابانك التركي الصغير. اشترى بنك هبوعليم، ثاني أكبر بنك في إسرائيل، حصة قدرها 57.6 بالمئة في بنك بوزيتيف التركي في عام 2006 ورفع حصته إلى 65 بالمئة في عام 2008.

## أنظر أيضا
- قائمة البنوك
- قائمة البنوك في تركيا